# Пингвинови
Пингвинови (Spheniscidae) е семейство птици от традиционния разред Пингвиноподобни, а според Sibley-Alquist разредът е Щъркелоподобни. Това са нелетящи птици, обитаващи Южното полукълбо. Противно на всеобщото разбиране, те не живеят само в земи със студен климат като Антарктида. Три вида живеят в тропиците; един живее на север чак до островите Галапагос и случайно може да прекоси екватора, докато се храни.
Броят на видовете пингвини е предмет на спорове като според различни източници е между 17 и 20. Няколко от тях са застрашени видове.